# Le Cardonnois
Le Cardonnois är en kommun i departementet Somme i regionen Hauts-de-France i norra Frankrike. Kommunen ligger i kantonen Montdidier som tillhör arrondissementet Montdidier. År 2022 hade Le Cardonnois 71 invånare.

## Befolkningsutveckling
Antalet invånare i kommunen Le Cardonnois
| Referens: INSEE |